# لوف لايف! سكول أيدول فستيفل
لوف ليف! سكول أيدول فستيفل (بالإنجليزية: Love Live! School Idol Festival)‏ هي لعبة فيديو رقصات طورتها كلاب غيمز ونشرتها بوشيرود، صدرت في 15 أبريل 2013 وتعمل على أجهزة أندرويد، آي أو إس وآي باد أو إس.